# Llista de topònims de la Canonja
Llista de topònims (noms propis de lloc) del municipi de la Canonja, al Tarragonès
Informació actualitzada per un bot. Els canvis manuals es perdran quan s'actualitzi!

## casa
| imatge | Nom                                           | Ubicat a   | instància de | Detalls                                                          | coordenades                                                                               | Protecció                                  | Commons (més fotos)                           | Dades a WD                    |
| ------ | --------------------------------------------- | ---------- | ------------ | ---------------------------------------------------------------- | ----------------------------------------------------------------------------------------- | ------------------------------------------ | --------------------------------------------- | ----------------------------- |
|        | Abadia de la Canonja                          | la Canonja | casa         | Estil: arquitectura gòtica                                       | 41° 07′ 24″ N, 1° 10′ 43″ E / 41.123443°N,1.178493°E ca:Plaça Bisbe Borràs                | bé cultural d'interès local                | Abadia de la Canonja                          | Modifica les dades a Wikidata |
|        | Casa Xatruch                                  | la Canonja | casa         | Arquitecte: No/unknown value Estil: arquitectura modernista 1917 | 41° 07′ 22″ N, 1° 10′ 44″ E / 41.122777777778°N,1.1788888888889°E ca:Carrer del Raval, 14 | bé cultural d'interès local                | Casa Xatruch                                  | Modifica les dades a Wikidata |
|        | Casa del General                              | la Canonja | casa         | Estil: arquitectura popular                                      | 41° 07′ 28″ N, 1° 10′ 45″ E / 41.124444°N,1.179167°E                                      | bé integrant del patrimoni cultural català | Casa del General (la Canonja)                 | Modifica les dades a Wikidata |
|        | Habitatge unifamiliar al carrer Versalles, 2  | la Canonja | casa         |                                                                  | 41° 07′ 20″ N, 1° 10′ 48″ E / 41.1222°N,1.18°E                                            | bé cultural d'interès local                |                                               | Modifica les dades a Wikidata |
|        | edifici d'habitatges al carrer Raval, 18      | la Canonja | casa         |                                                                  | 41° 07′ 21″ N, 1° 10′ 45″ E / 41.12251°N,1.17909°E                                        | bé cultural d'interès local                |                                               | Modifica les dades a Wikidata |
|        | edifici d'habitatges al carrer Raval, 22      | la Canonja | casa         |                                                                  | 41° 07′ 20″ N, 1° 10′ 45″ E / 41.12235°N,1.17915°E                                        | bé cultural d'interès local                |                                               | Modifica les dades a Wikidata |
|        | edifici d'habitatges del carrer Masricart, 42 | la Canonja | casa         | Estil: arquitectura eclèctica                                    | 41° 07′ 10″ N, 1° 10′ 57″ E / 41.119519°N,1.182477°E                                      | bé cultural d'interès local                | Edifici d'habitatges del carrer Masricart, 42 | Modifica les dades a Wikidata |
|        | edifici d'habitatges del carrer Masricart, 50 | la Canonja | casa         | Estil: arquitectura popular                                      | 41° 07′ 09″ N, 1° 10′ 58″ E / 41.119279°N,1.182736°E                                      | bé cultural d'interès local                | Edifici d'habitatges del carrer Masricart, 50 | Modifica les dades a Wikidata |
|        | edifici d'habitatges del carrer Raval, 20     | la Canonja | casa         | Estil: arquitectura popular                                      | 41° 07′ 21″ N, 1° 10′ 45″ E / 41.122433°N,1.179127°E                                      | bé cultural d'interès local                | Edifici del carrer Raval, 20 (la Canonja)     | Modifica les dades a Wikidata |

## centre històric
| imatge | Nom                 | Ubicat a   | instància de    | Detalls | coordenades                                              | Protecció                   | Commons (més fotos) | Dades a WD                    |
| ------ | ------------------- | ---------- | --------------- | ------- | -------------------------------------------------------- | --------------------------- | ------------------- | ----------------------------- |
|        | Nucli de Masricart  | la Canonja | centre històric |         | 41° 07′ 09″ N, 1° 11′ 00″ E / 41.1191°N,1.1834°E 36 msnm | bé cultural d'interès local | Nucli de Masricart  | Modifica les dades a Wikidata |
|        | Nucli de la Canonja | la Canonja | centre històric |         | 41° 07′ 25″ N, 1° 10′ 43″ E / 41.1236°N,1.1786°E 50 msnm | bé cultural d'interès local | Nucli de la Canonja | Modifica les dades a Wikidata |

## edifici
| imatge | Nom                                                    | Ubicat a   | instància de | Detalls            | coordenades                                                                        | Protecció                   | Commons (més fotos)      | Dades a WD                    |
| ------ | ------------------------------------------------------ | ---------- | ------------ | ------------------ | ---------------------------------------------------------------------------------- | --------------------------- | ------------------------ | ----------------------------- |
|        | Casal Orfeó Canongí                                    | la Canonja | edifici      | Estil: noucentisme | 41° 07′ 19″ N, 1° 10′ 44″ E / 41.122075°N,1.178857°E ca:Plaça Mestre Josep Gols, 4 | bé cultural d'interès local | Casal de l'Orfeó Canongí | Modifica les dades a Wikidata |
|        | Inscripció romana a la façana del castell de Masricart | la Canonja | edifici      |                    | 41° 07′ 10″ N, 1° 10′ 59″ E / 41.11935°N,1.18316°E                                 | bé cultural d'interès local |                          | Modifica les dades a Wikidata |
|        | Societat la Nova Amistat                               | la Canonja | edifici      |                    | 41° 07′ 22″ N, 1° 10′ 45″ E / 41.12266°N,1.17919°E                                 | bé cultural d'interès local |                          | Modifica les dades a Wikidata |

## església
| imatge | Nom                         | Ubicat a   | instància de | Detalls                         | coordenades                                                                | Protecció                                  | Commons (més fotos)         | Dades a WD                    |
| ------ | --------------------------- | ---------- | ------------ | ------------------------------- | -------------------------------------------------------------------------- | ------------------------------------------ | --------------------------- | ----------------------------- |
|        | Sant Sebastià de la Canonja | la Canonja | església     | Estil: arquitectura neoclàssica | 41° 07′ 25″ N, 1° 10′ 43″ E / 41.1235°N,1.17868°E ca:Plaça Bisbe Borràs, 9 | bé cultural d'interès local                | Sant Sebastià de la Canonja | Modifica les dades a Wikidata |
|        | església de Masricart       | la Canonja | església     |                                 | 41° 07′ 07″ N, 1° 11′ 01″ E / 41.118611111111°N,1.1836111111111°E          | bé integrant del patrimoni cultural català | Església de Masricart       | Modifica les dades a Wikidata |

## polígon industrial
| imatge | Nom                          | Ubicat a   | instància de       | Detalls | coordenades                                                         | Protecció | Commons (més fotos) | Dades a WD                    |
| ------ | ---------------------------- | ---------- | ------------------ | ------- | ------------------------------------------------------------------- | --------- | ------------------- | ----------------------------- |
|        | Gran Indústria               | la Canonja | polígon industrial |         | 41° 06′ 25″ N, 1° 10′ 13″ E / 41.1070321586024°N,1.17024002589151°E |           |                     | Modifica les dades a Wikidata |
|        | Polígon industrial Entrevies | la Canonja | polígon industrial |         | 41° 06′ 33″ N, 1° 12′ 22″ E / 41.1090935552706°N,1.20623202316853°E |           |                     | Modifica les dades a Wikidata |

## Misc
| imatge | Nom                                           | Ubicat a                                                       | instància de                                   | Detalls                                        | coordenades                                                                                               | Protecció                                  | Commons (més fotos)                           | Dades a WD                    |
| ------ | --------------------------------------------- | -------------------------------------------------------------- | ---------------------------------------------- | ---------------------------------------------- | --- | ------------------------------------------ | --------------------------------------------- | ----------------------------- |
|        | Arbres Fèrrics                                | la Canonja                                                     | monument                                       |                                                | 41° 07′ 10″ N, 1° 11′ 00″ E / 41.11952209472656°N,1.1834349632263184°E ca:Masricard. Plaça del Castell, 1 |                                            |                                               | Modifica les dades a Wikidata |
|        | Casa de la vila de la Canonja                 | la Canonja                                                     | casa consistorial                              | Estil: arquitectura neoclàssica                | 41° 07′ 22″ N, 1° 10′ 44″ E / 41.12282°N,1.17891°E ca:Raval, 11                                           | bé cultural d'interès local                | Casa de la vila de la Canonja                 | Modifica les dades a Wikidata |
|        | Castell de Masricart                          | la Canonja                                                     | casa forta                                     | Estil: gòtic tardà                             | 41° 07′ 10″ N, 1° 10′ 59″ E / 41.11935°N,1.18316°E                                                        | bé cultural d'interès nacional             | Castell de Masricart                          | Modifica les dades a Wikidata |
|        | Torre del Moro                                | la Canonja                                                     | torre de defensa                               |                                                | 41° 07′ 27″ N, 1° 10′ 45″ E / 41.12421376166984°N,1.1792320403238383°E ca:Bisbe Borràs, 21                | bé integrant del patrimoni cultural català |                                               | Modifica les dades a Wikidata |
|        | jaciment arqueològic del barranc de la Boella | la Canonja                                                     | jaciment arqueològic                           |                                                | 41° 08′ 01″ N, 1° 10′ 17″ E / 41.133635°N,1.17142°E                                                       |                                            | Jaciment arqueològic del barranc de la Boella | Modifica les dades a Wikidata |
|        | la Boella                                     | la Canonja                                                     | masia                                          | Estil: historicisme arquitectònic 19th century | 41° 08′ 04″ N, 1° 10′ 07″ E / 41.13443°N,1.16871°E ca:Ctra. T-11 a Reus, km 12 55 msnm                    | bé cultural d'interès local                | La Boella                                     | Modifica les dades a Wikidata |
|        | la Canonja                                    | la Canonja                                                     | entitat singular de població capital municipal | 5936 hab                                       | 41° 07′ 17″ N, 1° 10′ 48″ E / 41.12136946°N,1.18007857°E 46 msnm                                          |                                            |                                               | Modifica les dades a Wikidata |
|        | platja de la Canonja                          | la Canonja                                                     | platja                                         |                                                | 41° 05′ 22″ N, 1° 11′ 40″ E / 41.089341°N,1.194465°E                                                      |                                            |                                               | Modifica les dades a Wikidata |
|        | riera de la Boella                            | Almoster Constantí la Selva del Camp Reus la Canonja Tarragona | curs d'aigua                                   | Desemboca: mar Mediterrània                    | 41° 08′ 12″ N, 1° 10′ 07″ E / 41.136739°N,1.168608°E                                                      |                                            | Riera de la Boella                            | Modifica les dades a Wikidata |